# Parc national de Sør-Spitsbergen
Le parc national de Sør-Spitsbergen (en norvégien Sør-Spitsbergen nasjonalpark, Français: Parc National du Spitzberg du Sud) est un parc national de l'archipel du Svalbard, dans le sud de l'île du Spitzberg, en Norvège.
Créé en 1973, il s'étend sur 13 282 km2, ce qui fait de lui le plus grand parc national de Norvège et même d'Europe. 5 025 km2 sont terrestres et 8 257 km2 sont maritimes. Plus de 65 % de la région est constituée de calotte glaciaire, avec une grande partie du reste de la toundra.
Il abrite une population importante d'oiseaux de mer.

## Faune
La star du parc est sans conteste l'ours blanc.
On y trouve également de nombreux cétacés : narval, béluga, dauphin, baleine à bosse, baleine bleue, orque...

## Sanctuaire d'oiseaux
Le parc contient des sanctuaires d’oiseaux qui protègent les îles avec une végétation herbeuse, des étangs d’eau douce et des zones de roche nue. L’un d’eux est le sanctuaire d’oiseaux d’Isøyane qui a également été reconnu comme une zone humide d’importance internationale par  la convention de Ramsar. Le parc a été identifié comme une zone importante pour la conservation des oiseaux par BirdLife International parce qu’il abrite des populations reproductrices d’oies bernaches (850 à 950 couples), d’eiders à duvet (1000 couples), de mouettes tridactyles (25 900 couples) et de guillemots de Brünnich (plus de 200 000 couples).